# Georg Fugger zu Wasserburg und Tratzberg

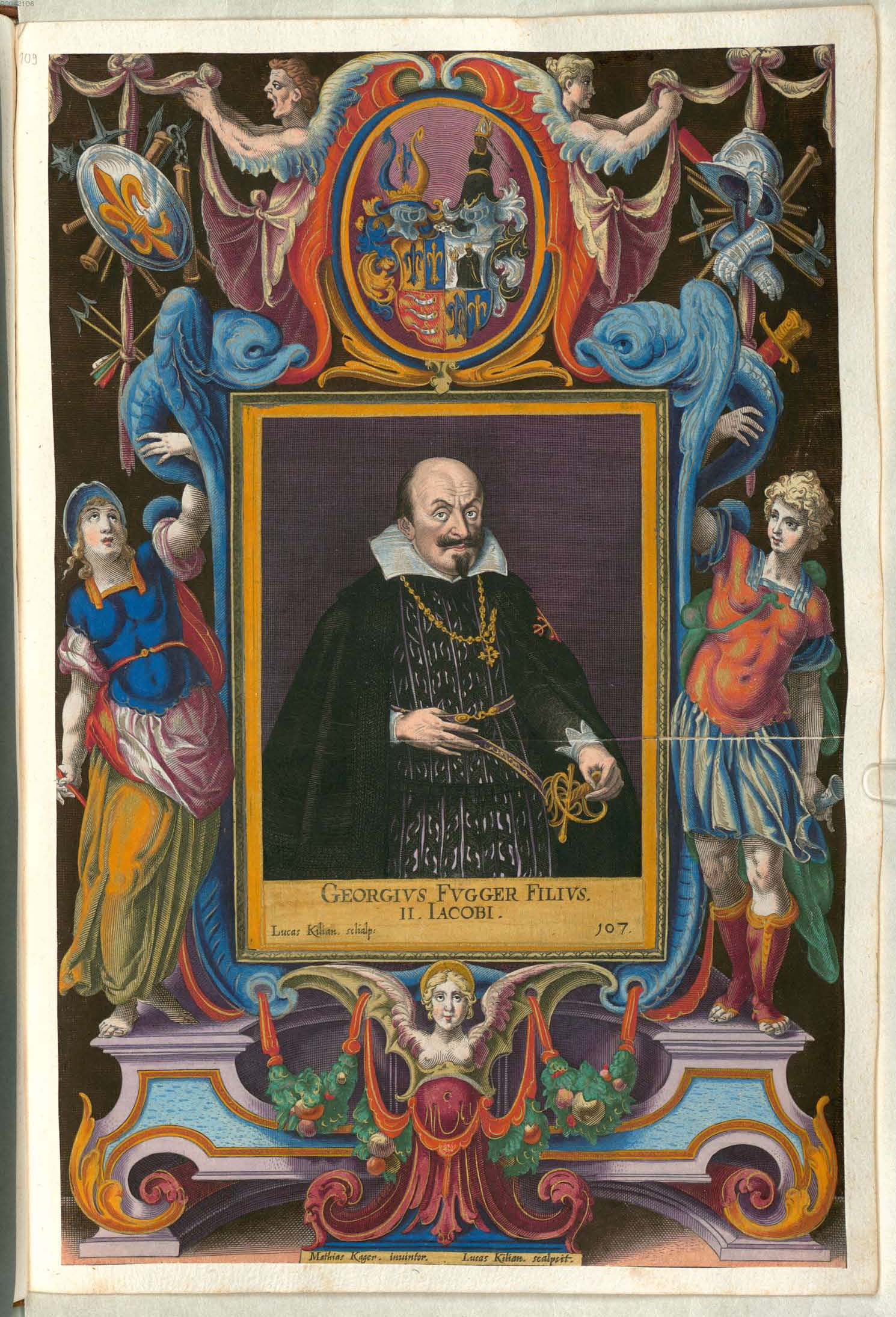
Georg Fugger

Georg Graf Fugger Herr zu Wasserburg, Leeder und Tratzberg (* 2. September 1577 in Babenhausen; † 5. Juli 1643 in Schwaz in Tirol) war ein deutscher Kaufmann, österreichischer Rat, kaiserlicher Kämmerer sowie Landvogt in Ober- und Niederschwaben.

## Leben
Er stammte aus dem Geschlecht Fugger von der Lilie. Seine Eltern waren Jakob III. Fugger, Herr von Babenhausen, Wellenburg und Boos (1542–1598) und dessen Ehefrau Anna geb. Ilsung († 1601), der Tochter des Reichspfennigmeisters Georg Ilsung († 1580). In Begleitung des Komponisten Gregor Aichinger begann er ein Studium an der Universität Ingolstadt. Nach dem Tode seines Vaters bewilligte Kaiser Rudolf II. 1599 Georg Fugger und seinen Brüdern Schloss und Herrschaft Ronsberg als Pfandbesitz. 1604 erhob ihn der Kaiser zum oberösterreichischen Regimentsrat. Im endgültigen Teilungsvertrag von 1620 erhielt er die Güter Wasserburg, Tratzberg, Leeder und Welden zugesprochen. Von 1597 bis 1631 bekleidete er als Nachfolger Christoph Jakob Lidl das Amt des Landvogtes in Ober- und Niederschwaben, des bereits sein Großvater mütterlicherseits innehatte. Kaiser Ferdinand II. ernannte ihn 1627 zum Hauptmann von Mitterburg in Istrien. Georg Fugger starb 1643. Er wurde im Knappenchor der Pfarrkirche von Schwaz beigesetzt.

## Familie
Georg Fugger vermählte sich am 10. August 1623 mit Anna Maria Freiin von Törring. Die Ehe blieb kinderlos.